# Shotover River
Der Shotover River ist ein Fluss im Südwesten der Südinsel Neuseelands.

## Geographie
Der Fluss beginnt am Zusammenfluss mehrerer Bäche bei The Forks in den Neuseeländischen Alpen. Der Tyndall Creek kommt dabei von der vereisten Südostflanke des 2496 m hohen Mount Tyndall, dessen Gletscher nach Westen über den Dart River/Te Awa Whakatipu und nach Norden über den Matukituki River entwässern. Der Shotover River fließt in vornehmlich südlicher Richtung und trennt die Richardson Mountains im Westen von den Harris Mountains im Osten. Er nimmt das Wasser zahlreicher Bäche auf und stellt respektive den Hauptabfluss der Flanken der beiden Gebirgszüge dar. Er nimmt das Wasser des Lochnagar auf. Zudem liegen in einem Zufluss die Bridal Veil Falls. Erst wenige Kilometer vor der Mündung knickt der Fluss am Arthurs Point unterhalb des Bowen Peak nach Osten ab und führt seine Wasser dem Kawarau River zu, der aus östlicher Fließrichtung vom Frankton Arm des Lake Wakatipu kommend letztlich zum Clutha River/Mata-Au führt.

## Geschichte
Die ersten Europäer, welche den Fluss entdeckten, waren die Hirten Robert und Archie Cameron, die ihn nach dem schottischen Fluss River Tummel benannten. Den Namen Shotover erhielt er vermutlich von William Gilbert Rees nach dem Shotover Park, wo sein Partner George Gammie vormals lebte. Letzterer beider Namen setzte sich durch, jedoch heißt einer der Zuflüsse Tummel Burn.

## Infrastruktur
Der Bereich der letzten Flusskilometer ist durch die Nähe zu Queenstown gut ausgebaut, unter anderem überquert der New Zealand State Highway 6 den Fluss. Die tiefen Schluchten, wie der Skippers Canyon, flussaufwärts hinter Arthurs Point sind nur per Boot oder über Wanderwege erreichbar. Der mittlere Bereich des Flusslaufs zwischen McCarrons Beach und The Branches ist an der östlichen Flanke durch eine Straße erschlossen, die von Frankton aus über den Skippers Saddle zum Fluss gelangt. Der obere Flusslauf ist wiederum nur zu Fuß zugänglich.